# Dovlatov - I libri invisibili
Dovlatov - I libri invisibili (Dovlatov) è un film del 2018 diretto da Aleksey German Jr.  vincitore dell'Orso d'argento per il miglior contributo artistico al Festival di Berlino 2018.

## Promozione
Il primo trailer italiano del film è stato diffuso il 26 ottobre 2021 sul canale ufficiale You Tube della Satine Film.

## Distribuzione
Il film è stato distribuito nelle sale cinematografiche italiane il 4 novembre 2021, giorno in cui si celebra l'Unità Nazionale Russa, dalla Satine Film.